# 一宮桜
一宮 桜（いちのみや さくら）は、日本の女性声優。主にアダルトゲームに声をあてている。

## 出演
太字はメインキャラクター。

### アダルトゲーム
2002年
- 召しませアイドル（竜胆亜弥）

2003年
- お姫様を落とせ!（緋褪いぶき）
- Cafe Little Wish（メルン）
- 夏色の砂時計 for windows（リージェン）
- 贄狩ノ痕（五百旗麗）
- Nestle Close III（千鳥響）
- Blaze of Destiny（ミザリィ、エレンシア）
- 僕と彼女とココロの欠片（日高悠）
- みんなでニャンニャン（蜜柑）

2004年
- 帰ってきた尽くしてあげちゃう2（君島紀香）
- 看護しちゃうぞ3〜看護婦さんは甘えんぼ〜（稲取彩香）
- 機甲少女隊ガールズフォース（猫の宮桜子）
- こころちゃんの☆秘密診療ファイル（五十嵐千砂）
- 小雪の朱〜コユキノアカ〜（橘日和）
- THE 面接官（長谷部優子）
- 雫 リニューアル（月島瑠璃子）
- スウィートハーツ（小坂鈴香）
- スウィートハーツDVD（小坂鈴香）
- 人妻コスプレ妄想（大橋麻衣）

2006年
- 痴漢貴族（伊坂冴子）
- 波の間に間に〜さざなみ診療所〜（片瀬玖美）

2008年
- Bible Black -The Infection-（野々草美由紀）

2018年
- 凍京NECRO〈トウキョウ・ネクロ〉SUICIDE MISSION（千草美織、美奈川柾木、望月信音、ヤー・イー・リー）

2019年
- 凍京NECRO〈トウキョウ・ネクロ〉SUICIDE MISSION（澄乃江一縷）

2020年
- 凍京NECRO〈トウキョウ・ネクロ〉SUICIDE MISSION（サン・サン）

2021年
- 凍京NECRO〈トウキョウ・ネクロ〉SUICIDE MISSION（白樺シルカ）

### アダルトアニメ
- HEARTWORK JUNCTION:02「邂逅」（2004年、岬久美）
- 淫妖蟲 蝕〜凌触島退魔録〜（2008年、白鳥深琴）
- あきそら 〜夢の中〜（2010年、朝菜ユウナ）